# Campeonato Brasileño de Fútbol 1998
El Campeonato Brasileño de Serie A 1998 fue la 43.ª edición del Campeonato Brasileño de Serie A. El torneo se extendió desde el 25 de julio de 1998 hasta el 23 de diciembre del corriente año. El club Corinthians de São Paulo ganó el campeonato, su segundo título a nivel nacional, tras la obtención del Brasileirao 1990.
El número de equipos para este campeonato se vio reducido de 26 a 24, los cuatro equipos descendidos la temporada pasada Bahia, Criciúma, Fluminense y União São João son reemplazados por América Mineiro y Ponte Preta, campeón y subcampeón de la Serie B 1997.

## Formato de disputa
Primera Fase: Los 24 clubes juegan todos contra todos en una única ronda, los 8 primeros colocados clasifican a cuartos de final.
Fase Final: Cuartos de final, semifinales y final, con sistema de eliminación directa al mejor de tres partidos, en caso de que un club triunfe en los dos primeros el tercer juego no es disputado. El posible tercer partido se disputa en casa del equipo que ha logrado el mejor rendimiento en la primera fase.

## Primera fase
- Clasifican los ocho primeros a la segunda fase.
| Pos | Equipo              | Pts | PJ | PG | PE | PP | GF | GC | Dif |
| --- | ------------------- | --- | -- | -- | -- | -- | -- | -- | --- |
| 1.  | Corinthians         | 47  | 23 | 14 | 4  | 5  | 46 | 30 | +16 |
| 2.  | Palmeiras           | 45  | 23 | 14 | 3  | 6  | 46 | 32 | +14 |
| 3.  | Coritiba            | 42  | 23 | 11 | 9  | 3  | 32 | 26 | +6  |
| 4.  | Santos              | 41  | 23 | 11 | 8  | 4  | 46 | 29 | +17 |
| 5.  | Sport Recife        | 40  | 23 | 12 | 4  | 7  | 34 | 22 | +12 |
| 6.  | Portuguesa          | 40  | 23 | 11 | 7  | 5  | 44 | 34 | +10 |
| 7.  | Cruzeiro            | 37  | 23 | 10 | 7  | 6  | 42 | 28 | +14 |
| 8.  | Grêmio              | 36  | 23 | 10 | 6  | 7  | 32 | 30 | +2  |
| 9.  | Atlético Mineiro    | 36  | 23 | 9  | 9  | 5  | 38 | 33 | +5  |
| 10. | Vasco da Gama       | 34  | 23 | 9  | 7  | 7  | 34 | 24 | +10 |
| 11. | Flamengo            | 33  | 23 | 9  | 6  | 8  | 37 | 34 | +3  |
| 12. | Internacional       | 32  | 23 | 9  | 5  | 9  | 25 | 25 | 0   |
| 13. | Vitória             | 30  | 23 | 9  | 3  | 11 | 31 | 38 | -7  |
| 14. | Botafogo            | 29  | 23 | 7  | 8  | 8  | 35 | 37 | -2  |
| 15. | São Paulo           | 27  | 23 | 8  | 3  | 12 | 34 | 35 | -1  |
| 16. | Atlético Paranaense | 27  | 23 | 7  | 6  | 10 | 32 | 32 | 0   |
| 17. | Ponte Preta (A)     | 26  | 23 | 7  | 5  | 11 | 25 | 34 | -9  |
| 18. | Juventude           | 26  | 23 | 6  | 8  | 9  | 24 | 32 | -8  |
| 19. | Guarani de Campinas | 25  | 23 | 6  | 7  | 10 | 34 | 39 | -5  |
| 20. | Paraná Clube        | 24  | 23 | 7  | 3  | 13 | 25 | 41 | -16 |
| 21. | América Mineiro (A) | 23  | 23 | 6  | 5  | 12 | 26 | 39 | -13 |
| 22. | Goiás               | 22  | 23 | 5  | 7  | 11 | 29 | 37 | -8  |
| 23. | Bragantino          | 21  | 23 | 5  | 6  | 12 | 20 | 37 | -17 |
| 24. | América de Natal    | 15  | 23 | 3  | 6  | 14 | 24 | 47 | -23 |

- (A): Ascendido la temporada anterior.

## Segunda fase
|  | Cuartos de final      | Cuartos de final      | Cuartos de final      | Cuartos de final      | Cuartos de final      |   |             | Semifinales                       | Semifinales                       | Semifinales                       | Semifinales                       | Semifinales                       |  |             | Final                 | Final                 | Final                 | Final                 | Final                 |  |
|  | 14 al 26 de noviembre | 14 al 26 de noviembre | 14 al 26 de noviembre | 14 al 26 de noviembre | 14 al 26 de noviembre |   |             | 29 de noviembre al 9 de diciembre | 29 de noviembre al 9 de diciembre | 29 de noviembre al 9 de diciembre | 29 de noviembre al 9 de diciembre | 29 de noviembre al 9 de diciembre |  |             | 13 al 23 de diciembre | 13 al 23 de diciembre | 13 al 23 de diciembre | 13 al 23 de diciembre | 13 al 23 de diciembre |  |
|  |                       |                       |                       |                       |                       |   |             |                                   |                                   |                                   |                                   |                                   |  |             |                       |                       |                       |                       |                       |  |
|  |                       |                       |                       |                       |                       |   |             |                                   |                                   |                                   |                                   |                                   |  |             |                       |                       |                       |                       |                       |  |
|  | 1                     | Corinthians           | 1                     | 0                     | 1                     |   |             |                                   |                                   |                                   |                                   |                                   |  |             |                       |                       |                       |                       |                       |  |
|  | 1                     | Corinthians           | 1                     | 0                     | 1                     |   |             |                                   |                                   |                                   |                                   |                                   |  |             |                       |                       |                       |                       |                       |  |
|  | 8                     | Grêmio                | 0                     | 2                     | 0                     |   |             |                                   |                                   |                                   |                                   |                                   |  |             |                       |                       |                       |                       |                       |  |
|  | 8                     | Grêmio                | 0                     | 2                     | 0                     |   | Corinthians | Corinthians                       | 1                                 | 2                                 | 1                                 |                                   |  |             |                       |                       |                       |                       |                       |  |
|  |                       |                       |                       |                       |                       |   | Corinthians | Corinthians                       | 1                                 | 2                                 | 1                                 |                                   |  |             |                       |                       |                       |                       |                       |  |
|  |                       |                       | Santos                | Santos                | 2                     | 0 | 1           |                                   |                                   |                                   |                                   |                                   |  |             |                       |                       |                       |                       |                       |  |
|  | 5                     | Santos                | Santos                | Santos                | 2                     | 0 | 1           | 1                                 | 2                                 | 3                                 |                                   |                                   |  |             |                       |                       |                       |                       |                       |  |
|  | 5                     | Santos                |                       |                       |                       |   |             |                                   |                                   | 3                                 |                                   |                                   |  |             |                       |                       |                       |                       |                       |  |
|  | 4                     | Sport Recife          | 3                     | 1                     | 0                     |   |             |                                   |                                   |                                   |                                   |                                   |  |             |                       |                       |                       |                       |                       |  |
|  | 4                     | Sport Recife          | 3                     | 1                     | 0                     |   |             |                                   |                                   |                                   |                                   |                                   |  | Corinthians | Corinthians           | 2                     | 1                     | 2                     |                       |  |
|  |                       |                       |                       |                       |                       |   |             |                                   |                                   |                                   |                                   |                                   |  | Corinthians | Corinthians           | 2                     | 1                     | 2                     |                       |  |
|  |                       |                       | Cruzeiro              | Cruzeiro              | 2                     | 1 | 0           |                                   |                                   |                                   |                                   |                                   |  |             |                       |                       |                       |                       |                       |  |
|  | 3                     | Palmeiras             | Cruzeiro              | Cruzeiro              | 2                     | 1 | 0           | 1                                 | 2                                 | 2                                 |                                   |                                   |  |             |                       |                       |                       |                       |                       |  |
|  | 3                     | Palmeiras             |                       |                       |                       |   |             |                                   |                                   | 2                                 |                                   |                                   |  |             |                       |                       |                       |                       |                       |  |
|  | 6                     | Cruzeiro              | 2                     | 1                     | 3                     |   |             |                                   |                                   |                                   |                                   |                                   |  |             |                       |                       |                       |                       |                       |  |
|  | 6                     | Cruzeiro              | 2                     | 1                     | 3                     |   | Portuguesa  | Portuguesa                        | 1                                 | 2                                 | 0                                 |                                   |  |             |                       |                       |                       |                       |                       |  |
|  |                       |                       |                       |                       |                       |   | Portuguesa  | Portuguesa                        | 1                                 | 2                                 | 0                                 |                                   |  |             |                       |                       |                       |                       |                       |  |
|  |                       |                       | Cruzeiro              | Cruzeiro              | 3                     | 1 | 1           |                                   |                                   |                                   |                                   |                                   |  |             |                       |                       |                       |                       |                       |  |
|  | 7                     | Coritiba              | Cruzeiro              | Cruzeiro              | 3                     | 1 | 1           | 1                                 | 0                                 | 2                                 |                                   |                                   |  |             |                       |                       |                       |                       |                       |  |
|  | 7                     | Coritiba              |                       |                       |                       |   |             |                                   |                                   | 2                                 |                                   |                                   |  |             |                       |                       |                       |                       |                       |  |
|  | 2                     | Portuguesa            | 3                     | 0                     | 2                     |   |             |                                   |                                   |                                   |                                   |                                   |  |             |                       |                       |                       |                       |                       |  |
|  | 2                     | Portuguesa            | 3                     | 0                     | 2                     |   |             |                                   |                                   |                                   |                                   |                                   |  |             |                       |                       |                       |                       |                       |  |
|  |                       |                       |                       |                       |                       |   |             |                                   |                                   |                                   |                                   |                                   |  |             |                       |                       |                       |                       |                       |  |

- Nota: El equipo ubicado en la parte superior de cada llave ejerce de local en los dos últimos partidos.

### Cuartos de final
| 14 de noviembre de 1998 | Cruzeiro                             | 2:1 (0:0) | Palmeiras | Estadio Mineirão, Belo Horizonte, |  |
|                         | Fabio Junior 62' · Marcelo Djian 82' | Reporte   | Oséas 64' |                                   |  |

| 22 de noviembre de 1998 | Palmeiras                           | 2:1 (2:1) | Cruzeiro  | Estadio Palestra Itália, São Paulo, |  |
|                         | Paulo Nunes 26' · Junior Baiano 45' | Reporte   | Djair 42' |                                     |  |

| 26 de noviembre de 1998 | Palmeiras                   | 2:3 (0:2) | Cruzeiro                                 | Estadio Palestra Itália, São Paulo, |  |
|                         | Almir 48' · Paulo Nunes 62' | Reporte   | Marcelo Ramos 31' 33' · Fabio Junior 88' |                                     |  |

| 15 de noviembre de 1998 | Grêmio | 0:1 (0:0) | Corinthians | Estadio Olímpico Monumental, Porto Alegre |  |
|                         |        | Reporte   | Rincón 77'  |                                           |  |

| 21 de noviembre de 1998 | Corinthians | 0:2 (0:1) | Grêmio                       | Estadio Pacaembú, São Paulo |  |
|                         |             | Reporte   | Itaqui 30' · Clóvis Cruz 87' |                             |  |

| 26 de noviembre de 1998 | Corinthians | 1:0 (1:0) | Grêmio | Estadio Pacaembú, São Paulo |  |
|                         | Edílson 36' | Reporte   |        |                             |  |

| 15 de noviembre de 1998 | Sport Recife                                    | 3:1 (0:0) | Santos             | Estadio Ilha do Retiro, Recife |  |
|                         | Robson 65' · Wallace 68' · Lima Sergipano 90+5' | Reporte   | Argel Fucks 90+15' |                                |  |

| 21 de noviembre de 1998 | Santos                                | 2:1 (1:0) | Sport Recife | Estadio Vila Belmiro, São Paulo |  |
|                         | Eduardo Marques 33' · Róbson Luíz 75' | Reporte   | Robson 61'   |                                 |  |

| 25 de noviembre de 1998 | Santos                           | 3:0 (1:0) | Sport Recife | Estadio Vila Belmiro, São Paulo |  |
|                         | Alessandro 24' · Viola 50' 90+3' | Reporte   |              |                                 |  |

| 15 de noviembre de 1998 | Portuguesa                                        | 3:1 (2:1) | Coritiba  | Estadio do Canindé, São Paulo |  |
|                         | Leandro Amaral 13' · Alexandre 21' · Fabrício 51' | Reporte   | Macedo 7' |                               |  |

| 22 de noviembre de 1998 | Coritiba | 0:0     | Portuguesa | Estadio Couto Pereira, Curitiba |  |
|                         |          | Reporte |            |                                 |  |

| 25 de noviembre de 1998 | Coritiba                            | 2:2 (1:0) | Portuguesa             | Estadio Couto Pereira, Curitiba |  |
|                         | João Santos 15' · Gélson Baresi 77' | Reporte   | César 84' · Aílton 89' |                                 |  |

### Semifinales
| 29 de noviembre de 1998 | Santos                      | 2:1 (1:1) | Corinthians | Estadio Vila Belmiro, São Paulo |  |
|                         | Róbson Luíz 33' · Viola 82' | Reporte   | Gamarra 1'  |                                 |  |

| 5 de diciembre de 1998 | Corinthians                                 | 2:0 (1:0) | Santos | Estadio Pacaembú, São Paulo |  |
|                        | Marcelinho Carioca 27' (pen.) · Edílson 60' | Reporte   |        |                             |  |

| 9 de diciembre de 1998 | Corinthians | 1:1 (0:1) | Santos    | Estadio Pacaembú, São Paulo |  |
|                        | Edílson 57' | Reporte   | Viola 41' |                             |  |

| 29 de noviembre de 1998 | Cruzeiro                                                | 3:1 (1:1) | Portuguesa         | Estadio Mineirão, Belo Horizonte, |  |
|                         | Marcelo Ramos 13' · Fabio Junior 53' · Alex Alves 90+2' | Reporte   | Leandro Amaral 22' |                                   |  |

| 5 de diciembre de 1998 | Portuguesa        | 2:1 (1:1) | Cruzeiro          | Estadio do Canindé, São Paulo |  |
|                        | Alexandre 12' 76' | Reporte   | Marcelo Djian 14' |                               |  |

| 9 de diciembre de 1998 | Portuguesa | 0:1 (0:1) | Cruzeiro | Estadio do Canindé, São Paulo |  |
|                        |            | Reporte   | Djair 2' |                               |  |

### Final
| 13 de diciembre de 1998 | Cruzeiro              | 2:2 (2:0) | Corinthians                        | Estadio Mineirão, Belo Horizonte,                                |                                                                  |
|                         | Valdo 2' · Müller 43' | Reporte   | Dinei 53' · Marcelinho Carioca 56' | Asistencia: 87.619 espectadores Árbitro(s): Carlos Eugênio Simon | Asistencia: 87.619 espectadores Árbitro(s): Carlos Eugênio Simon |

| 20 de diciembre de 1998 | Corinthians       | 1:1 (0:0) | Cruzeiro               | Estadio Morumbi, São Paulo,                                         |                                                                     |
|                         | Marcelo Ramos 69' | Reporte   | Marcelinho Carioca 58' | Asistencia: 50.187 espectadores Árbitro(s): Luciano Augusto Almeida | Asistencia: 50.187 espectadores Árbitro(s): Luciano Augusto Almeida |

| 23 de diciembre de 1998 | Corinthians                          | 2:0 (0:0) | Cruzeiro | Estadio Morumbi, São Paulo,                                      |                                                                  |
|                         | Edílson 70' · Marcelinho Carioca 80' | Reporte   |          | Asistencia: 57.230 espectadores Árbitro(s): Carlos Eugênio Simon | Asistencia: 57.230 espectadores Árbitro(s): Carlos Eugênio Simon |

- Corinthians campeón del torneo, clasifica a Copa Libertadores 1999.

- Palmeiras clasifica a Copa Libertadores 1999 en su calidad de campeón de la Copa de Brasil 1998.

- Vasco da Gama clasifica a Copa Libertadores 1999 por ser el campeón de la Copa Libertadores 1998.

|                                 |
| Bandera del estado de São Paulo |
| Campeón Corinthians 2.º título  |

## Posiciones finales
- Tres puntos por victoria y uno por empate.
| Pos | Equipo              | Pts | PJ | PG | PE | PP | GF | GC | Dif |
| --- | ------------------- | --- | -- | -- | -- | -- | -- | -- | --- |
| 1.  | Corinthians         | 61  | 32 | 18 | 7  | 7  | 57 | 38 | +19 |
| 2.  | Cruzeiro            | 51  | 32 | 14 | 9  | 9  | 56 | 41 | +15 |
| 3.  | Santos              | 51  | 29 | 14 | 9  | 6  | 55 | 37 | +18 |
| 4.  | Portuguesa          | 48  | 29 | 13 | 9  | 7  | 52 | 42 | +10 |
| 5.  | Palmeiras           | 48  | 26 | 15 | 3  | 8  | 51 | 38 | +13 |
| 6.  | Coritiba            | 44  | 26 | 11 | 11 | 4  | 35 | 31 | +4  |
| 7.  | Sport Recife        | 43  | 26 | 13 | 4  | 9  | 38 | 28 | +10 |
| 8.  | Grêmio              | 39  | 26 | 11 | 6  | 9  | 34 | 32 | +2  |
| 9.  | Atlético Mineiro    | 36  | 23 | 9  | 9  | 5  | 38 | 33 | +5  |
| 10. | Vasco da Gama       | 34  | 23 | 9  | 7  | 7  | 34 | 24 | +10 |
| 11. | Flamengo            | 33  | 23 | 9  | 6  | 8  | 37 | 34 | +3  |
| 12. | Internacional       | 32  | 23 | 9  | 5  | 9  | 25 | 25 | 0   |
| 13. | Vitória             | 30  | 23 | 9  | 3  | 11 | 31 | 38 | -7  |
| 14. | Botafogo            | 29  | 23 | 7  | 8  | 8  | 35 | 37 | -2  |
| 15. | São Paulo           | 27  | 23 | 8  | 3  | 12 | 34 | 35 | -1  |
| 16. | Atlético Paranaense | 27  | 23 | 7  | 6  | 10 | 32 | 32 | 0   |
| 17. | Ponte Preta (A)     | 26  | 23 | 7  | 5  | 11 | 25 | 34 | -9  |
| 18. | Juventude           | 26  | 23 | 6  | 8  | 9  | 24 | 32 | -8  |
| 19. | Guarani de Campinas | 25  | 23 | 6  | 7  | 10 | 34 | 39 | -5  |
| 20. | Paraná Clube        | 24  | 23 | 7  | 3  | 13 | 25 | 41 | -16 |
| 21. | América Mineiro (A) | 23  | 23 | 6  | 5  | 12 | 26 | 39 | -13 |
| 22. | Goiás               | 22  | 23 | 5  | 7  | 11 | 29 | 37 | -8  |
| 23. | Bragantino          | 21  | 23 | 5  | 6  | 12 | 20 | 37 | -17 |
| 24. | América de Natal    | 15  | 23 | 3  | 6  | 14 | 24 | 47 | -23 |

- (A): Ascendido la temporada anterior.

## Goleadores
| Pos. | Jugador            | Club             | Goles |
| ---- | ------------------ | ---------------- | ----- |
| 1    | Viola              | Santos           | 21    |
| 2    | Marcelinho Carioca | Corinthians      | 19    |
| 3    | Fábio Júnior       | Cruzeiro         | 18    |
| 3    | Valdir Bigode      | Atlético Mineiro | 18    |
| 5    | Edílson            | Corinthians      | 15    |
| 5    | Leandro Amaral     | Portuguesa       | 15    |
| 7    | Dejan Petković     | Vitoria          | 14    |
| 7    | Romário            | Flamengo         | 14    |
| 9    | Christian          | Internacional    | 12    |
| 9    | Oséas              | Palmeiras        | 12    |
| 9    | Paulo Nunes        | Palmeiras        | 12    |